# Хмельницкий, Сергей Григорьевич
Сергей Григорьевич Хмельницкий (7 мая 1925 года, Екатеринослав, ныне Днепр — 15 декабря 2003 года, Германия) — поэт, архитектор, археолог; известный исследователь архитектуры Средней Азии и Ближнего Востока, специалист по реставрации памятников архитектуры, главный архитектор Бухары и Бухарской области (1949—1952), доктор искусствоведения, многолетний осведомитель КГБ.

## Биография
Родился в семье горного инженера и студентки экономического факультета. В 1933 году семья переехала в Москву. До начала Великой Отечественной войны учился в школе. После смерти отца в сентябре 1941 года продолжил учиться в Молотове (ныне Пермь). Школьную программу двух-трёх последних лет прошёл экстерном за год.
Поступил в Московский архитектурный институт, эвакуированный в Ташкент. Окончив его в 1949 году, направился на двухгодичную стажировку в Бухару. Здесь работал в должности главного архитектора города и Бухарской области, принимал активное участие в изучении, охране и реставрации памятников архитектуры.
С 1952 года работал в Московских реставрационных мастерских, с начала 1960 года — в Институте истории искусств АН СССР (ныне РАН) и в 1962 году поступил на заочное отделение аспирантуры. В 1963 году успешно защитил диссертацию по теме «Гражданская архитектура Средней Азии» под руководством своего учителя Н. М. Бачинского.
В 1964 году принят на работу во вновь открывшееся Архитектурное отделение строительного факультета Таджикского политехнического института (ныне Таджикский технический университет имени М. Осими). Им были подняты малоисследованные проблемы, связанные с арочными структурами (равак, пештак, михраб), планировкой зданий (дворово-айванная система), конструкциями и декором. Одновременно научная деятельность С. Г. Хмельницкого была тесно связана с Институтом истории, археологии и этнографии АН Таджикской ССР. Он принимал активное участие в археологических экспедициях и научной жизни института. Является автором многих научных книг.
В 1966 году был свидетелем обвинения на процессе Синявского и Даниэля, в своих мемуарах он признал, что был осведомителем КГБ. Многолетняя роль С. Г. Хмельницкого в качестве осведомителя КГБ указывается и в автобиографиях В. Р. Кабо и А. Д. Синявского..
С 1980 года С. Г. Хмельницкий жил в Берлине и с 1981 года работал в Немецком археологическом институте, с 1986 года — в Реставрационном управлении земли Бранденбург (Берлин).
Начиная с 1996 по 2000 год С. Г. Хмельницкий издал три монографии, посвящённые истории архитектуры раннего и развитого этапов Исламского времени (VIII—XII века). В этих обобщающих трудах материал организован по типам сооружений, в них собраны и сравнены почти все доступные данные по памятникам архитектуры Средней Азии.
Учёный скоропостижно скончался 15 декабря 2003 года в Германии.